# Colonfay
Colonfay je francouzská obec v departementu Aisne v regionu Hauts-de-France. V roce 2011 zde žilo 76 obyvatel.

## Sousední obce
Flavigny-le-Grand-et-Beaurain, Lemé, Puisieux-et-Clanlieu, Sains-Richaumont, Le Sourd, Wiège-Faty

## Vývoj počtu obyvatel
Počet obyvatel 